# Flaine
Koordinaten: 46° 0′ N, 6° 42′ O

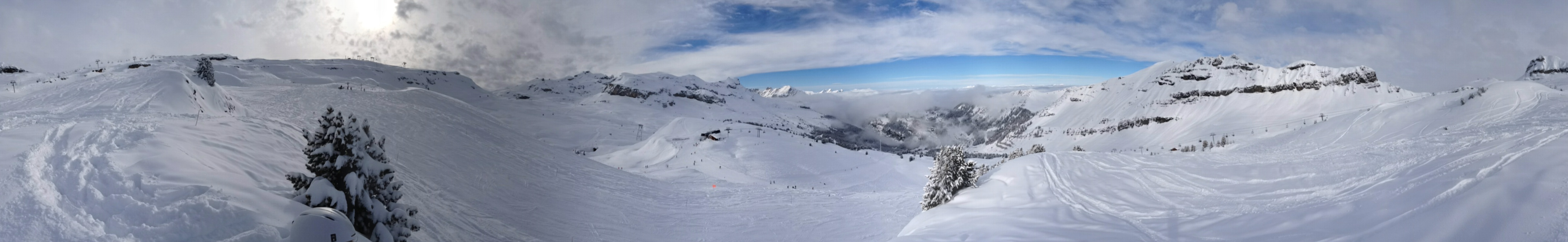
Panorama 360° des Skigebiets von Flaine.

Flaine ist ein Wintersportort im Département Haute-Savoie in den französischen Alpen. Das Retortendorf liegt auf dem Gebiet der beiden Gemeinden Magland und Arâches auf über 1600 Metern über Meer.

## Geschichte
Das unberührte Gelände von Flaine wurde 1959 durch den Geophysiker Éric Boissonnas und den schweizerischen Architekten Gérard Chervaz für den Wintersport entdeckt. Mit der Konzeption des Überbauungsprojektes wurde Marcel Breuer, ein Architekt, der in den zwanziger Jahren am Bauhaus gelehrt hatte, beauftragt.
1961 wurde der Masterplan für den Ort vorgelegt und die Zufahrtsstraße gebaut. Ein erster Bauabschnitt wurde zwischen 1961 und 1968 erstellt, ein zweiter 1974 bis 1976. Der Ort wurde Weihnachten 1968 eröffnet. Flaine hatte die ersten Schneekanonen der Alpen.

## Architektur

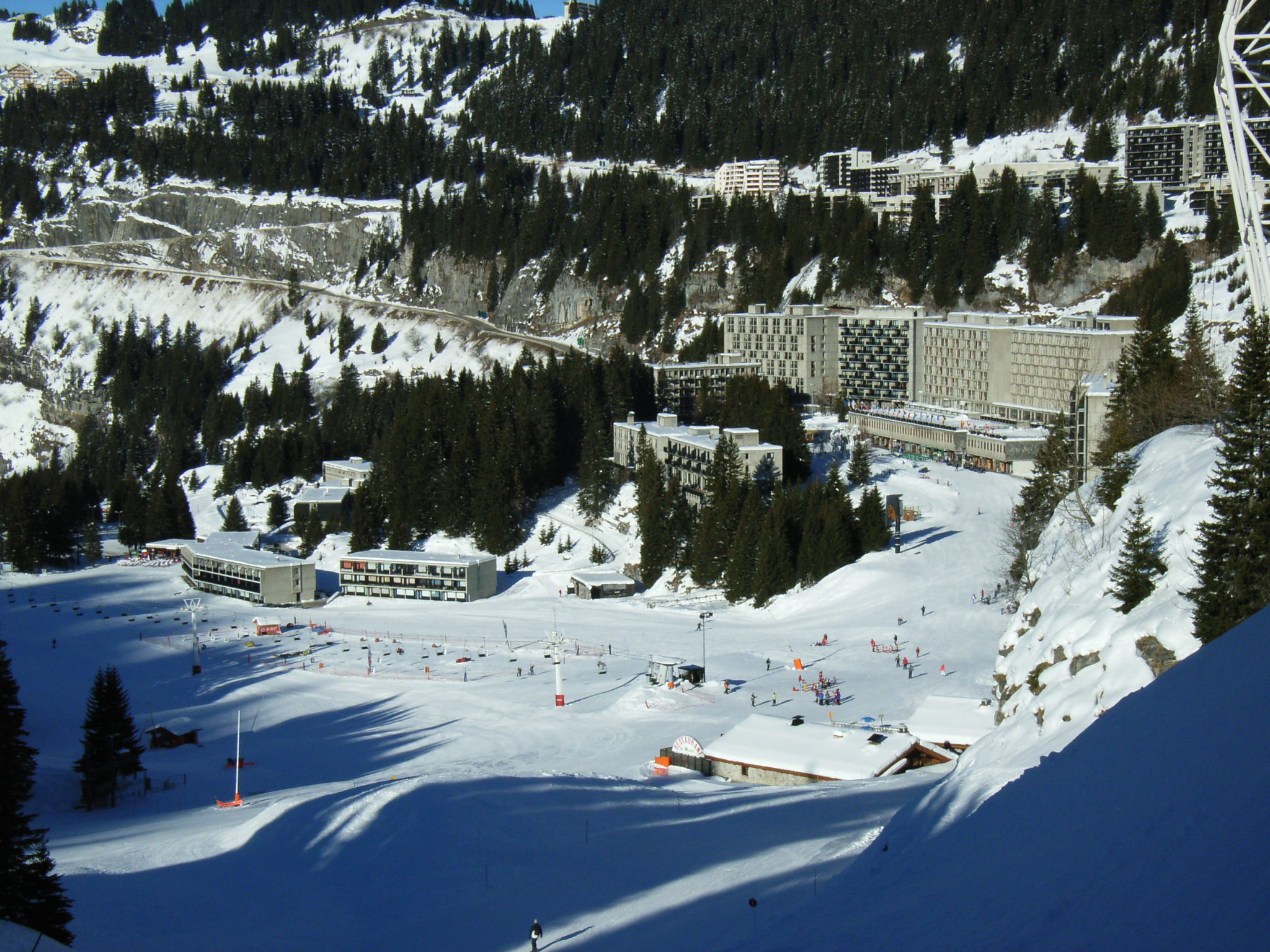
Wintersportort Flaine

Wichtige Leitlinie für die Architektur war ihre Einpassung in die natürliche Topographie. Die Gebäude wurden aus Betonfertigteilen gebaut. Besonders bekannt ist das Hotel La Flaine, das spektakulär über eine Felswand kragt. Der Ort wurde in die Liste der monuments historiques aufgenommen und steht unter Denkmalschutz.